# Кутьков, Пётр Савельевич
Пётр Савельевич Кутьков (13 февраля 1930 — 21 марта 1996) — директор совхоза «Прутской» Павловского района Алтайского края с 1975 по 1996 годы, Герой Социалистического Труда (1990).

## Биография
Пётр Савельевич Кутьков родился 13 февраля 1930 года в селе Кучук Шелаболихинского района Алтайского края в семье крестьян.
Трудовую деятельность начал в 14 лет — работал скотником, затем счетоводом в родном селе.
В 1949 году окончил Павловский сельскохозяйственный техникум. С 1949 по 1951 годы — счетовод (бухгалтер) в родном селе Кучук, откуда был призван в армию. Служил на Тихоокеанском флоте в городе Корсаков с 1951 по 1955 годы.
С 1955 по 1963 годы работал бухгалтером колхоза им. 22 партсъезда в селе Кучук, с 1963 по 1968 годы — председатель колхоза им. Крупской (Павловский район Алтайского края).
Окончил: Славгородский техникум (специальность бухгалтерский учёт, 1962); Алтайский сельскохозяйственный институт (специальность экономист, 1966).
В 1968 году избран председателем колхоза им. Ленина (село Киприно) Шелаболихинского района, за 7 лет председательства колхоз под руководством Кутькова из отстающих становится передовым в районе.
В 1975 году был назначен директором совхоза «Прутской» в посёлке Прутской Павловского района, где наиболее полно проявил себя как талантливый руководитель. За время его руководства (1975—1996 годы) был создан комплекс по выращиванию крупного рогатого скота (крупнейший в РСФСР), построены колбасный, лимонадный, конфетный цеха, кирпичный завод, заасфальтировано 36 км дорог, построена новая школа, школа искусств, второй детский сад, торговый центр и многое другое.
Член КПСС с 1960 по 1991 годы, был делегатом 27 съезда КПСС, а также депутатом Прутского сельского совета народных депутатов, Павловского районного и краевого совета народных депутатов.
Пётр Савельевич Кутьков умер 21 марта 1996 года в своем рабочем кабинете от сердечного приступа. Похоронен в п.Прутской на сельском кладбище рядом с супругой.

### Семья
- Жена — Кутькова Мария Михайловна, (ум. 30.06.2010).
- Дети — сын Кутьков Анатолий (род. 1951); дочери — Людмила  и  Елена (род. 1963),

## Награды и звания
- Указом президента СССР № 613 от 26 августа 1990 года Кутькову Петру Савельевичу присвоено звание Герой Социалистического Труда «за достижение выдающихся результатов в увеличении производства и продажи государству продукции животноводства на основе применения прогрессивных технологий и передовых методов организации труда»[1]
- Орден Ленина, орден Трудового Красного Знамени, орден «Знак Почёта», а также медали «50 лет Победы в Великой Отечественной войне» и «За освоение целинных земель».
- Звание «Заслуженный экономист России».
- Звание «Заслуженный работник сельского хозяйства РСФСР» (1984).

## Память
- В библиотеке поселка Прутской Алтайского края установлены бюст Героя и  стенды рассказывающие о жизни Кутькова и развитии села под его руководством.
- На здании, где работал Кутьков, в память о нём установлена мемориальная доска.(в настоящее время хранится в школьном музее)
- Именем Петра Савельевича Кутькова названа одна из улиц поселка Прутской.